# Humedales de Ite
Los humedales de Ite son un paraje  ubicado en el distrito de Ite, provincia de Jorge Basadre, en el departamento de Tacna,  Perú. Este se ubica en la desembocadura del río Locumba. Habita en él, la garza bueyera, la tomanquita, la polla de agua, la choca, así como las plantas verdologa, junco, y totorales.
Es el segundo humedal más grande de Sudamérica.
Desde 1960 ha sido un lugar de descarga de los relaves de la empresa minera SPCC. Actualmente se viene realizando el tratamiento de descarga de los relaves.
Se encuentra a 60 kilómetros al nororiente de la ciudad de Tacna y 45 km al sureste de la ciudad de Ilo. En el lugar se identificaron 13 tipos de  metales. Es habitat de 43 especies de aves.
Se puede observar la flora y fauna. Es refugio de 24 especies fr aves reportadas entre residentes y migratorias. Entre las más numerosas están Anas cyanoptera y Anas bahamensis.
Cerca de ahí se encuentra el  Museo del desierto y mar de Ite que exhibe muestras de las culturas del sur del país.